# Бежа (област)
Вижте пояснителната страница за други значения на Бежа.
Бежа (на арабски: ولاية باجة‎) е една от 24-те области (вилаети) на Тунис. Разположена е в северната част на страната и има излаз на Средиземно море. Площта на област Бежа е 3558 км², а населението е около 305 000 души (2004). Столица на областта е град Бежа.